# Пичка, Пая
Пая Пичка (швед. Paya Pichkah; род. 21 марта 2000, Каэмшехр, Мазендеран) — шведский футболист, полузащитник клуба «Сундсвалль».

## Клубная карьера
Начал заниматься футболом в «Эссвике» в 11-летнем возрасте. В начале 2016 года присоединился к молодёжной команде «Сундсвалль». С 2018 года стал привлекаться к тренировкам с основным составом. 2 апреля того же года впервые попал в заявку команды на матч чемпионата страны с «Эребру», но на поле не появился. Первую игру за основу провёл 24 февраля 2020 года в матче группового этапа национального кубка против «Броммапойкарны». В 2020 и 2021 годах вместе с клубом выступал в Суперэттан, где провёл 45 матчей и забил четыре мяча. По итогам сезона 2021 года «Сундсвалль» занял вторую строчку в турнирной таблице и вернулся в Алльсвенскан. 3 апреля 2022 года в игре первого тура с «Сириусом» дебютировал в чемпионате Швеции, заменив на 87-й минуте Даниэля Стенссона.

## Личная жизнь
Родился в иранском Каэмшехре. В 2011 году вместе с семьей переехал в Швецию.

## Достижения
Сундсвалль:
- Серебряный призёр Суперэттана: 2021

## Клубная статистика
| Выступление      | Выступление      | Выступление      | Лига | Лига | Кубки | Кубки | Конт. кубки | Конт. кубки | Итого | Итого |
| Клуб             | Лига             | Сезон            | Игры | Голы | Игры  | Голы  | Игры        | Голы        | Игры  | Голы  |
| ---------------- | ---------------- | ---------------- | ---- | ---- | ----- | ----- | ----------- | ----------- | ----- | ----- |
| Сундсвалль       | Суперэттан       | 2020             | 20   | 2    | 2     | 0     | 0           | 0           | 22    | 2     |
| Сундсвалль       | Суперэттан       | 2021             | 25   | 2    | 1     | 0     | 0           | 0           | 26    | 2     |
| Сундсвалль       | Алльсвенскан     | 2022             | 2    | 0    | 2     | 0     | 0           | 0           | 4     | 0     |
| Сундсвалль       | Итого            | Итого            | 47   | 4    | 5     | 0     | 0           | 0           | 52    | 4     |
| Всего за карьеру | Всего за карьеру | Всего за карьеру | 47   | 4    | 5     | 0     | 0           | 0           | 52    | 4     |